# Hasan ibn Muhammad
Hasan ibn Muhammad fou un funcionari otomà que va exercir com a sandjakbegi de Gaza succeint al seu pare Muhammad ibn Ahmed. Va morir el 1644 i el va succeir el seu fill Husayn ibn Hasan.